# Sommerberg (Bayerischer Wald, Elisabethszell)
Der Sommerberg ist ein 815 Meter hoher Berg im Bayerischen Wald auf dem Gebiet der Gemeinde Haibach im Landkreis Straubing-Bogen, knapp drei Kilometer nordöstlich des Ortskerns von Haibach und nördlich von Elisabethszell. Am Westhang des Sommerbergs befindet sich ein Startplatz für Drachen- und Gleitschirm-Flieger.
Wegen der engen räumlichen Nähe besteht Verwechslungsgefahr mit dem 669 Meter hohen Sommerberg östlich von Haibach.